# Base aerea di Al-Watiya
La base aerea di Al-Watiya, conosciuta anche come base aerea di Okba Ibn Nafa, è una base aerea libica in Tripolitania, nel distretto di al-Nuqat al-Khams. Posta a 27 km dal confine tunisino, la base si trova 55 km a sud di Zuara e 140 km a sud-ovest di Tripoli.

## Storia
Ai tempi della Gran Giamahiria la base ospitava gran parte della flotta di Mirage libici, ma la scarsezza di pezzi di ricambio dovuta alle sanzioni economiche condussero a una graduale dismissione di gran parte degli aerei presenti nella base.

### Prima guerra civile libica
A inizio 2011, la base aerea ospita un numero ristretto di aerei operativi: tre Mirage F1 e almeno tre Sukhoi Su-22, mentre i suoi 43 rifugi rinforzati proteggono quasi esclusivamente aerei dismessi.
Quando a febbraio ha inizio la prima guerra civile libica, due Mirage F1 decollati da Al-Watiya disertano a Malta dopo aver ricevuto l'ordine di bombardare una manifestazione antigovernativa a Bengasi.
Durante l'intervento militare a guida NATO in Libia, la base aerea di Al-Watiya non viene considerata una minaccia per le forze della coalizione, consentendole di essere una delle poche basi aeree a sfuggire alla completa distruzione. Munizioni di precisione guidate vengono comunque utilizzate per distruggere alcuni depositi di munizioni situati vicino alla base, come anche alcuni Su-22 presenti e diversi rifugi rinforzati che ospitavano l'ultimo Mirage F1 e due bombardieri Su-22M3.

### Seconda guerra civile libica
Il 9 agosto 2014, le forze dell'Esercito Nazionale Libico (LNA) del generale Haftar e guidate dal colonnello Idris Madi catturano la base, fino a quel momento sotto il controllo della milizia Fajra Libya (Alba della Libia), fedele al Nuovo Congresso nazionale generale. Nella base si trovano 10-12 bombardieri Su-22 dismessi, diversi elicotteri da combattimento Mi-25 e fino a 21 caccia Mirage F1ED, come anche i pezzi di ricambio e gli armamenti per i velivoli Mirage F1ED e Su-22. La sconfitta paralizza le forze di Fajra Libya, che si ritrovano senza la loro principale fonte di pezzi di ricambio.
Utilizzando l'equipaggiamento recuperato dalla base aerea di al-Watiya, le forze pro-LNA iniziano a rimettere in servizio tre bombardieri Su-22 e due caccia Mirage F-1ED. La base diventa così un importante punto d'appoggio strategico per l'LNA nell'area ad ovest di Tripoli, ospitando schieramenti di MiG, elicotteri e aerei cargo che forniscono rinforzi e attrezzature.
Nell'aprile 2019, l'esercito di Haftar lancia un'offensiva per strappare Tripoli al Governo di Accordo Nazionale (GNA) sostenuto dalle Nazioni Unite. L'8 aprile 2019 dei caccia del GNA bombardano la base aerea di al-Watiya. In tutta risposta, dei MiG-21 dell'LNA decollati dalla stessa base bombardano l'aeroporto internazionale di Mitiga.
Nell'estate del 2019, grazie al supporto della Turchia con la fornitura di una flotta di droni Bayraktar TB2, le forze del GNA cominciano ad effettuare attacchi di precisione contro la base aerea, priva di difese terra-aria. In questo modo, le attività dell'LNA nella base vengono totalmente paralizzate, comprese quelle di ammodernamento degli aeromobili.
Il 25 febbraio 2020 il GNA lancia l'operazione Tempesta di pace contro le forze di Haftar che assediano Tripoli. Nei mesi successivi le forze del GNA conducono attacchi nelle aree circostanti e il 5 maggio viene lanciata una nuova offensiva che porta all'occupazione di alcune aree della base. Il 17 maggio il GNA annuncia di aver distrutto due batterie Pantsir-S1 TLAR presenti nella base.
Il 18 maggio 2020 la base viene infine catturata dalle forze del GNA, costituendo l'avanzata più significativa dopo quasi un anno. In particolare, uno dei Pantsir-S1 TLAR forniti dagli Emirati Arabi Uniti all'Esercito Nazionale Libico è stato recuperato dalla base.
La base aerea viene successivamente gestita dalle forze armate turche e dalle forze del GNA. Le forze turche vi hanno installato una serie di sistemi antiaerei, comprese due batterie di missili terra-aria MIM-23 Hawk, semoventi antiaerei Korkut, cannoni antiaerei 35 mm GDF-003 e un sistema EW (di guerra elettronica) KORAL.
Il 4 luglio 2020, aerei da combattimento non identificati colpiscono la base, danneggiando i sistemi di batterie antimissile.